# Димитър Мавродиев
Димитър Костадинов Мавродиев е български учител и революционер, деец на Вътрешната македоно-одринска революционна организация.

## Биография
Мавродиев е роден на 17 юли 1853 година в Гайтаниново, Неврокопско, в Османската империя, днес България. Брат е на Кочо Мавродиев, а баща му Кочо Д. Мавродиев преподава около 1860 - 1870 година в Гайтаниново. В 1873 година завършва четвъртокласно училище в София. Заедно с баща си и брат си подпомага финансово учителско дружество „Просвещение“ в Неврокоп със сумата от 456 гроша. Работи като учител в Старчища (1873 - 1874), Неврокопско, Додулари, Солунско (1874 - 1875) и Зарово, Лъгадинско (1875 – 1877) и на други места.
От 1881 до 1884 година учителства в Сяр като помощник на главния учител Петър Сарафов, на когото Българската екзархия възлага да възстанови българското учебно дело в града. В края на 1884 година след клевети от гръцките духовни власти, заедно с други български общественици е арестуван и предаден на военен съд. Осъден е на четири години заточение в Диарбекир. Първоначално лежи една година в затвора в Солун, а впоследствие е преместен за още една година в Халеб. По-късно е заточен в Диарбекир, където остава в периода 1887 – 1888 година. След освобождението си се връща в Гайтаниново и става търговец. В 1892 година се заселва в Неврокоп и отваря хан.
В 1895 година става член на ВМОРО. В същата година основава революционен комитет в Неврокоп и е негов председател до декември 1898, когато заради преследвания от турските власти е принуден да се пресели в София, където работи като държавен чиновник.
През Балканската война, синовете му Крум и Владимир са доброволци в Македоно-одринското опълчение.
Димитър Мавродиев умира на 10 октомври 1935 година в София.

## Родословие
|  |  |                             |                             |                             |                             |                                    |                                    |                                    |                                    |                                    |                                    |                          |                          |                              |                              |                              |                              | Кочо Мавродиев               | Кочо Мавродиев               | Кочо Мавродиев | Кочо Мавродиев | Кочо Мавродиев                   | Кочо Мавродиев                   |                                  |                                  | Янинка Сарафова                  | Янинка Сарафова                  | Янинка Сарафова           | Янинка Сарафова           | Янинка Сарафова                 | Янинка Сарафова                 |                                 |                                 |                                  |                                  |                                  |                                  |                                  |                                  |  |  |  |  |  |  |
|  |  |                             |                             |                             |                             |                                    |                                    |                                    |                                    |                                    |                                    |                          |                          |                              |                              |                              |                              | Кочо Мавродиев               | Кочо Мавродиев               | Кочо Мавродиев | Кочо Мавродиев | Кочо Мавродиев                   | Кочо Мавродиев                   |                                  |                                  | Янинка Сарафова                  | Янинка Сарафова                  | Янинка Сарафова           | Янинка Сарафова           | Янинка Сарафова                 | Янинка Сарафова                 |                                 |                                 |                                  |                                  |                                  |                                  |                                  |                                  |  |  |  |  |  |  |
|  |  |                             |                             |                             |                             |                                    |                                    |                                    |                                    |                                    |                                    |                          |                          |                              |                              |                              |                              |                              |                              |                |                |                                  |                                  |                                  |                                  |                                  |                                  |                           |                           |                                 |                                 |                                 |                                 |                                  |                                  |                                  |                                  |                                  |                                  |  |  |  |  |  |  |
|  |  |                             |                             |                             |                             |                                    |                                    |                                    |                                    |                                    |                                    |                          |                          |                              |                              |                              |                              |                              |                              |                |                |                                  |                                  |                                  |                                  |                                  |                                  |                           |                           |                                 |                                 |                                 |                                 |                                  |                                  |                                  |                                  |                                  |                                  |  |  |  |  |  |  |
|  |  |                             |                             |                             |                             | Параскева Мавродиева (1870 – 1949) | Параскева Мавродиева (1870 – 1949) | Параскева Мавродиева (1870 – 1949) | Параскева Мавродиева (1870 – 1949) | Параскева Мавродиева (1870 – 1949) | Параскева Мавродиева (1870 – 1949) |                          |                          | Кочо Мавродиев (1860 – 1913) | Кочо Мавродиев (1860 – 1913) | Кочо Мавродиев (1860 – 1913) | Кочо Мавродиев (1860 – 1913) | Кочо Мавродиев (1860 – 1913) | Кочо Мавродиев (1860 – 1913) |                |                | Петър Мавродиев (около 1865 – ?) | Петър Мавродиев (около 1865 – ?) | Петър Мавродиев (около 1865 – ?) | Петър Мавродиев (около 1865 – ?) | Петър Мавродиев (около 1865 – ?) | Петър Мавродиев (около 1865 – ?) |                           |                           | Димитър Мавродиев (1853 – 1935) | Димитър Мавродиев (1853 – 1935) | Димитър Мавродиев (1853 – 1935) | Димитър Мавродиев (1853 – 1935) | Димитър Мавродиев (1853 – 1935)  | Димитър Мавродиев (1853 – 1935)  |                                  |                                  |                                  |                                  |  |  |  |  |  |  |
|  |  |                             |                             |                             |                             | Параскева Мавродиева (1870 – 1949) | Параскева Мавродиева (1870 – 1949) | Параскева Мавродиева (1870 – 1949) | Параскева Мавродиева (1870 – 1949) | Параскева Мавродиева (1870 – 1949) | Параскева Мавродиева (1870 – 1949) |                          |                          | Кочо Мавродиев (1860 – 1913) | Кочо Мавродиев (1860 – 1913) | Кочо Мавродиев (1860 – 1913) | Кочо Мавродиев (1860 – 1913) | Кочо Мавродиев (1860 – 1913) | Кочо Мавродиев (1860 – 1913) |                |                | Петър Мавродиев (около 1865 – ?) | Петър Мавродиев (около 1865 – ?) | Петър Мавродиев (около 1865 – ?) | Петър Мавродиев (около 1865 – ?) | Петър Мавродиев (около 1865 – ?) | Петър Мавродиев (около 1865 – ?) |                           |                           | Димитър Мавродиев (1853 – 1935) | Димитър Мавродиев (1853 – 1935) | Димитър Мавродиев (1853 – 1935) | Димитър Мавродиев (1853 – 1935) | Димитър Мавродиев (1853 – 1935)  | Димитър Мавродиев (1853 – 1935)  |                                  |                                  |                                  |                                  |  |  |  |  |  |  |
|  |  |                             |                             |                             |                             |                                    |                                    |                                    |                                    |                                    |                                    |                          |                          |                              |                              |                              |                              |                              |                              |                |                |                                  |                                  |                                  |                                  |                                  |                                  |                           |                           |                                 |                                 |                                 |                                 |                                  |                                  |                                  |                                  |                                  |                                  |  |  |  |  |  |  |
|  |  |                             |                             |                             |                             |                                    |                                    |                                    |                                    |                                    |                                    |                          |                          |                              |                              |                              |                              |                              |                              |                |                |                                  |                                  |                                  |                                  |                                  |                                  |                           |                           |                                 |                                 |                                 |                                 |                                  |                                  |                                  |                                  |                                  |                                  |  |  |  |  |  |  |
|  |  | Благой Мавров (1897 – 1967) | Благой Мавров (1897 – 1967) | Благой Мавров (1897 – 1967) | Благой Мавров (1897 – 1967) | Благой Мавров (1897 – 1967)        | Благой Мавров (1897 – 1967)        |                                    |                                    | Методи Мавров (1903 – ?)           | Методи Мавров (1903 – ?)           | Методи Мавров (1903 – ?) | Методи Мавров (1903 – ?) | Методи Мавров (1903 – ?)     | Методи Мавров (1903 – ?)     |                              |                              | Радомир Мавров               | Радомир Мавров               | Радомир Мавров | Радомир Мавров | Радомир Мавров                   | Радомир Мавров                   |                                  |                                  | Крум Мавродиев (1894 – ?)        | Крум Мавродиев (1894 – ?)        | Крум Мавродиев (1894 – ?) | Крум Мавродиев (1894 – ?) | Крум Мавродиев (1894 – ?)       | Крум Мавродиев (1894 – ?)       |                                 |                                 | Владимир Мавродиев (1890 – 1977) | Владимир Мавродиев (1890 – 1977) | Владимир Мавродиев (1890 – 1977) | Владимир Мавродиев (1890 – 1977) | Владимир Мавродиев (1890 – 1977) | Владимир Мавродиев (1890 – 1977) |  |  |  |  |  |  |
|  |  | Благой Мавров (1897 – 1967) | Благой Мавров (1897 – 1967) | Благой Мавров (1897 – 1967) | Благой Мавров (1897 – 1967) | Благой Мавров (1897 – 1967)        | Благой Мавров (1897 – 1967)        |                                    |                                    | Методи Мавров (1903 – ?)           | Методи Мавров (1903 – ?)           | Методи Мавров (1903 – ?) | Методи Мавров (1903 – ?) | Методи Мавров (1903 – ?)     | Методи Мавров (1903 – ?)     |                              |                              | Радомир Мавров               | Радомир Мавров               | Радомир Мавров | Радомир Мавров | Радомир Мавров                   | Радомир Мавров                   |                                  |                                  | Крум Мавродиев (1894 – ?)        | Крум Мавродиев (1894 – ?)        | Крум Мавродиев (1894 – ?) | Крум Мавродиев (1894 – ?) | Крум Мавродиев (1894 – ?)       | Крум Мавродиев (1894 – ?)       |                                 |                                 | Владимир Мавродиев (1890 – 1977) | Владимир Мавродиев (1890 – 1977) | Владимир Мавродиев (1890 – 1977) | Владимир Мавродиев (1890 – 1977) | Владимир Мавродиев (1890 – 1977) | Владимир Мавродиев (1890 – 1977) |  |  |  |  |  |  |
|  |  | Стефан Мавров               |                             |                             |                             |                                    |                                    |                                    |                                    |                                    |                                    |                          |                          |                              |                              |                              |                              |                              |                              |                |                |                                  |                                  |                                  |                                  |                                  |                                  |                           |                           |                                 |                                 |                                 |                                 |                                  |                                  |                                  |                                  |                                  |                                  |  |  |  |  |  |  |